# 維舍拉河 (諾夫哥羅德州)
58°33′44″N 31°24′14″E / 58.56222°N 31.40389°E

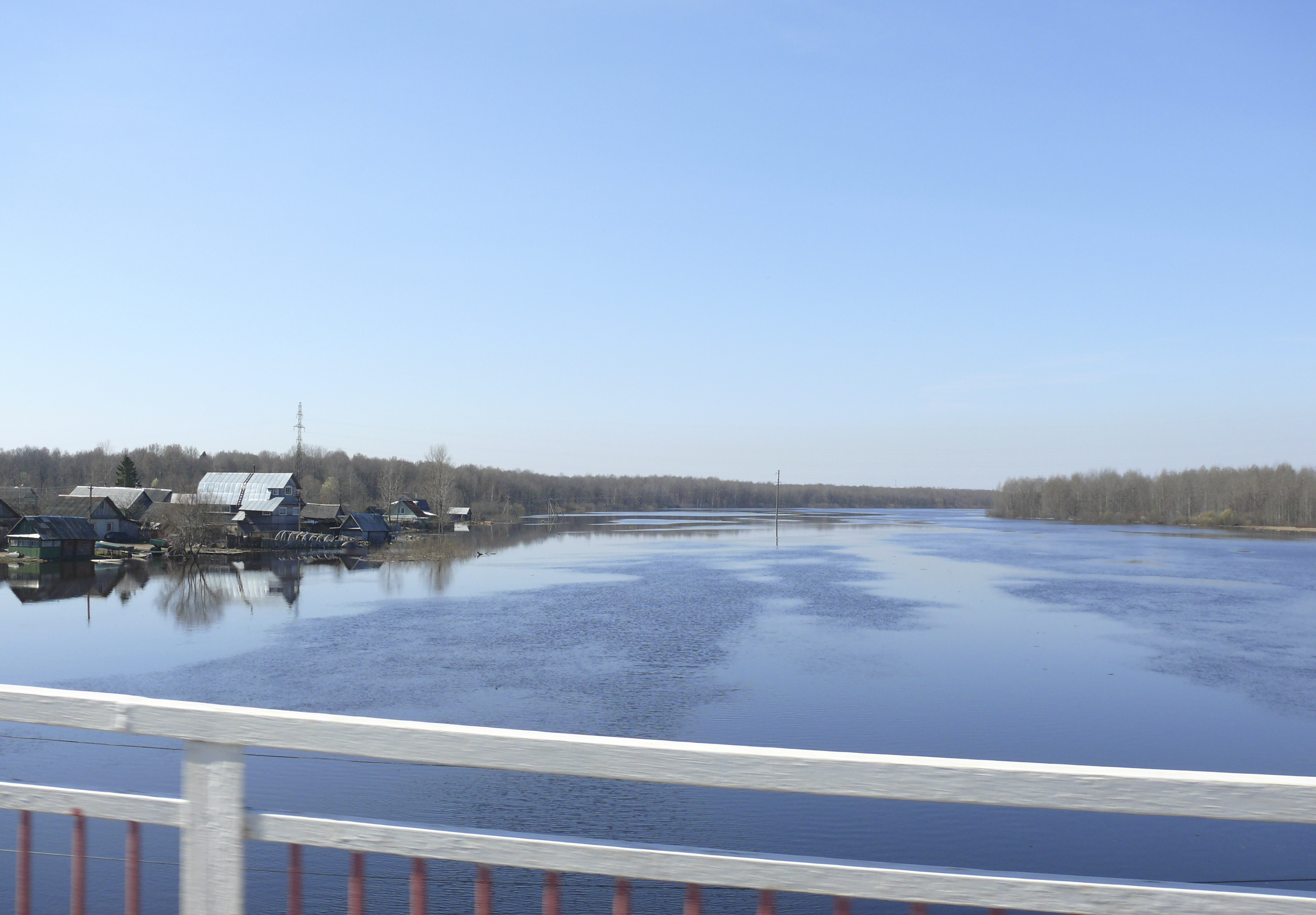

維舍拉河（俄语：Вишера），是俄羅斯的河流，位於該國西北部諾夫哥羅德州，屬於小沃爾霍韋茨河的右支流，河道全長64公里，流域面積1,100平方公里。